# Superfície de revolução

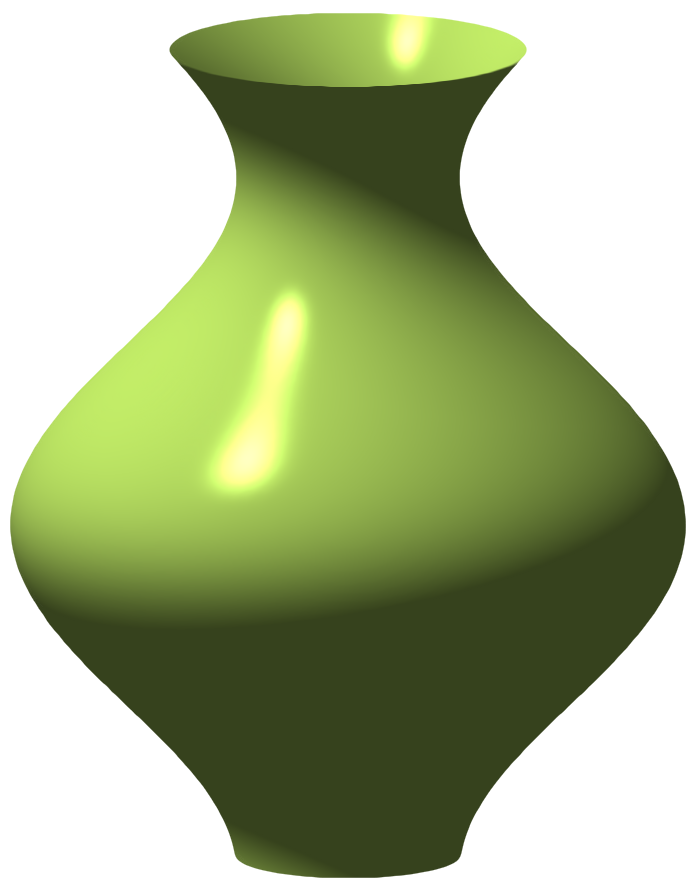
Uma parte da curva girada em torno do eixo

Uma superfície de revolução é uma superfície no espaço euclidiano criada pela rotação de uma curva (a geratriz) em torno de um eixo de rotação.
Exemplos de superfícies de revolução geradas por uma linha reta são superfícies cilíndricas e cônicas, dependendo de a linha ser paralela ou não ao eixo. Um círculo que é girado em torno de qualquer diâmetro gera uma esfera da qual é então um círculo maior e, se o círculo é girado em torno de um eixo que não intercepta o interior de um círculo, gera um toro que não se intercepta (um toro anelar).

## Propriedades
As seções da superfície de revolução feitas por planos através do eixo são chamadas seções meridionais. Qualquer seção meridional pode ser considerada a geratriz no plano determinado por ela e o eixo.
As seções da superfície da revolução feitas por planos perpendiculares ao eixo são círculos.
Alguns casos especiais de hiperboloides (de uma ou duas folhas) e paraboloides elípticos são superfícies de revolução. Elas podem ser identificadas como aquelas superfícies quadráticas, cujas seções transversais perpendiculares ao eixo são circulares.

## Fórmula de área
Se a curva contínua é descrita pela função {\displaystyle y=f(x),a\leq x\leq b}, a integral se torna
{\displaystyle A_{x}=2\pi \int _{a}^{b}y{\sqrt {1+\left({\frac {dy}{dx}}\right)^{2}}}\,dx=2\pi \int _{a}^{b}f(x){\sqrt {1+{\big (}f'(x){\big )}^{2}}}\,dx}
para a revolução em torno do eixo {\displaystyle x}, e
{\displaystyle A_{y}=2\pi \int _{a}^{b}x{\sqrt {1+\left({\frac {dy}{dx}}\right)^{2}}}\,dx}
para rotação em torno do eixo {\displaystyle y} (fornecido {\displaystyle a\geq 0}). Estes vêm da fórmula acima.

### Equações paramétricas
Se a curva é descrita pelas funções paramétricas {\displaystyle x(t)}, {\displaystyle y(t)}, com {\displaystyle t} variando em algum intervalo {\displaystyle [a,b]}, e o eixo de revolução é o eixo {\displaystyle y}, então a área {\displaystyle A_{y}} é dada pela integral
{\displaystyle A_{y}=2\pi \int _{a}^{b}x(t)\,{\sqrt {\left({dx \over dt}\right)^{2}+\left({dy \over dt}\right)^{2}}}\,dt,}
desde que {\displaystyle x(t)} nunca seja negativo entre os pontos de extremidade {\displaystyle a} e {\displaystyle b}. Esta fórmula é o equivalente de cálculo do teorema do centroide de Pappus. A quantidade
{\displaystyle {\sqrt {\left({dx \over dt}\right)^{2}+\left({dy \over dt}\right)^{2}}}}
vem do teorema de Pitágoras e representa um pequeno segmento do arco da curva, como na fórmula de comprimento do arco. A quantidade {\displaystyle 2\pi x(t)} é o caminho (do centróide) desse pequeno segmento, conforme exigido pelo teorema de Pappus.
Da mesma forma, quando o eixo de rotação é o eixo {\displaystyle x} e desde que {\displaystyle y(t)} nunca seja negativo, a área é dada por
{\displaystyle A_{x}=2\pi \int _{a}^{b}y(t)\,{\sqrt {\left({dx \over dt}\right)^{2}+\left({dy \over dt}\right)^{2}}}\,dt.}

### Exemplo
Por exemplo, a superfície esférica com raio unitário é gerada pela curva {\displaystyle y(t)=\operatorname {sen}(t)}, {\displaystyle x(t)=\cos(t)}, quando {\displaystyle t} varia acima de {\displaystyle [0,\pi ]}. Sua área é, portanto,
{\displaystyle {\begin{aligned}A&{}=2\pi \int _{0}^{\pi }\operatorname {sen}(t){\sqrt {{\big (}\cos(t){\big )}^{2}+{\big (}\operatorname {sen}(t){\big )}^{2}}}\,dt\\&{}=2\pi \int _{0}^{\pi }\operatorname {sen}(t)\,dt\\&{}=4\pi .\end{aligned}}}
Para o caso da curva esférica com raio {\displaystyle r}, {\displaystyle y(x)={\sqrt {r^{2}-x^{2}}}} girado em torno do eixo {\displaystyle x}
{\displaystyle {\begin{aligned}A&{}=2\pi \int _{-r}^{r}{\sqrt {r^{2}-x^{2}}}\,{\sqrt {1+{\frac {x^{2}}{r^{2}-x^{2}}}}}\,dx\\&{}=2\pi r\int _{-r}^{r}\,{\sqrt {r^{2}-x^{2}}}\,{\sqrt {\frac {1}{r^{2}-x^{2}}}}\,dx\\&{}=2\pi r\int _{-r}^{r}\,dx\\&{}=4\pi r^{2}\,\end{aligned}}}

## Superfície mínima de revolução
Uma superfície mínima de revolução é a superfície de revolução da curva entre dois pontos dados, o que minimiza a área de superfície. Um problema básico no cálculo das variações é encontrar a curva entre dois pontos que produz essa superfície mínima de revolução.
Existem apenas duas superfícies mínimas de revolução (superfícies de revolução que também são superfícies mínimas): o plano e a catenoide.

## Girando uma função
Para gerar uma superfície de revolução a partir de qualquer função escalar bidimensional {\displaystyle y=f(x)}, simplesmente faça de {\displaystyle u} o parâmetro da função, defina o eixo da função de rotação como simplesmente {\displaystyle u} e, em seguida, use {\displaystyle v} para girar a função ao redor do eixo, definindo as outras duas funções são iguais a {\displaystyle f(u)\operatorname {sen} v} e {\displaystyle f(u)\cos v}. Por exemplo, para rotacionar uma função {\displaystyle y=f(x)} em torno do eixo {\displaystyle x}, iniciando no topo do plano {\displaystyle xz}, parametrize-o como
{\displaystyle {\vec {r}}(u,v)=\langle u,f(u)\operatorname {sen} v,f(u)\cos v\rangle }
para {\displaystyle u=x} e {\displaystyle v\in [0,2\pi ]}.

## Geodésica em uma superfície de revolução
Os meridianos são sempre geodésicos em uma superfície de revolução. Outras geodésicas são governadas pela relação de Clairaut.

## Toroides

Um toroide gerado a partir de um quadrado

Uma superfície de revolução com um orifício, onde o eixo de revolução não cruza a superfície, é chamada de toroide. Por exemplo, quando um retângulo é girado em torno de um eixo paralelo a uma de suas arestas, um anel de seção quadrada oca é produzido. Se a figura revolvida é um círculo, o objeto é chamado de toro.

## Aplicações de superfícies de revolução
O uso de superfícies de revolução é essencial em muitos campos da física e da engenharia. Quando determinados objetos são projetados digitalmente, revoluções como essas podem ser usadas para determinar a área de superfície sem o uso de medir o comprimento e o raio do objeto que está sendo projetado.